# Bankgeheim
Het bankgeheim is een principe waarmee banken persoonlijke informatie van klanten over het gebruik van hun bankrekening beschermen, door middel van rekeningen op nummer of op een andere manier. Gecreëerd met de komst van de Zwitserse bankwet van 1934, wordt het bankgeheim soms gezien als een van de belangrijke aspecten van private banking. Daarentegen wordt het door ngo's en overheden ervan beschuldigd, een belangrijk instrument te zijn van de zwarte markt en de georganiseerde misdaad.
Voor aangelegenheden die betrekking hebben op de belasting op de toegevoegde waarde of op successierechten, geldt het bankgeheim niet. Ook in de inkomstenbelasting geldt het bankgeheim strikt genomen niet in België (wel een zogenaamde bankdiscretie), maar wordt het voor de fiscus door artikel 318 Wetboek Inkomstenbelastingen moeilijk (maar niet onmogelijk) gemaakt om bankgegevens te gebruiken tegen klanten van de bank. Ook ten aanzien van de Belgische invorderingsambtenaar kan het bankgeheim niet worden ingeroepen.
Veel offshore banken opereren vanuit belastingparadijzen zoals de Kaaimaneilanden en Panama, die ook strenge privacywetten hanteren en de relevante gegevens niet delen met buitenlandse belastingadministraties.

## Reden voor het gebruik van het bankgeheim
Er zijn een aantal redenen voor het gebruik van het bankgeheim:
- Verbergen voor vrienden en familie.
- Verbergen voor de werkgever. Sommige werkgevers verbieden hun werknemers te handelen in aandelen om belangenkwesties te voorkomen.
- Bewaren van verduisterd geld.
- Voorkomen van het confisqueren van geld, in geval van een faillissement.
- Belasting ontduiken; banken met een strikt bankgeheim weigeren informatie over hun cliënten vrij te geven, ook niet aan belastingdiensten.
- Bescherming tegen corrupte lokale overheidsinstellingen.
- Beschermen van privacy voor media en publiciteit. Veel kranten en tijdschriften publiceren lijsten met rijkste mensen. Factoren als de hoeveelheid geld op een bankrekening kan worden gebruikt om conclusies te trekken over de rijkdom van een persoon.
- Bescherming tegen criminelen. In sommige landen kunnen criminele organisaties toegang krijgen tot de informatie over bankgegevens van klanten. Dit kan criminelen, zoals ontvoerders verleiden.
- Voor elke andere reden, waarbij het nodig is dat niemand weet hoeveel geld iemand bezit, dan wel gekregen heeft.

## Zwitserse bankwet van 1934
Het bankgeheim heeft in Zwitserland een historie die teruggaat tot in de 19e eeuw. Een wettelijke grondslag was er niet, al werd de algemene privacywetgeving soms ingeroepen. Na de Eerste Wereldoorlog kwam er steeds meer kritiek, vooral van de Zwitserse en Franse socialisten. Soms gaven banken inlichtingen aan derden over spaarrekeningen, zonder dat de rechter ingreep.
De Zwitserse bankwet van 1934 was het gevolg van  een schandaal in Frankrijk, toen parlementslid Fabien Alberty verklapte dat vooraanstaande Fransen, zoals politici, rechters, industriëlen, kerkbestuurders en hoofdredacteuren belasting ontdoken door geld te verbergen in Zwitserland. Onder de beschuldigden waren de gebroeders Peugeot en François Coty, van de beroemde parfumfamilie. Sinds dat moment ging de Zwitserse bank werken met genummerde bankaccounts wat leidde tot wereldwijde bekendheid. Organisaties als ATTAC zagen dat juist als hulp voor mensen die belasting willen ontduiken, geld witwassen of in het algemeen voor de zwarte markt. 
Op grond van het bankgeheim, is privacy verplicht door de Zwitserse wet, waardoor het voor banken niet is toegestaan informatie te delen met derden, inclusief belastingdiensten, buitenlandse overheden of zelfs Zwitserse autoriteiten, tenzij het wordt gevraagd door een Zwitserse rechtbank. Ondanks de genummerde bankaccounts is anoniem bankieren niet helemaal mogelijk omdat, volgens de wet, alle Zwitserse bankrekeningen, inclusief de genummerde bankaccounts, gekoppeld moeten zijn aan een individu. Deze wet geeft een bank toestemming in geval van ernstige criminele activiteiten om informatie te delen met anderen, zoals het identificeren van een bankaccount van een terrorist.
Een bankmedewerker die toch de privacy van een klant schendt, wordt streng gestraft door de Zwitserse wet.

## Luxemburgs bankgeheim
Ook Luxemburg was jarenlang een toevluchtsoord voor zwart geld uit de rest van Europa en Amerika. In de strijd tegen belastingvlucht werd door de andere leden van de Europese Unie, maar ook door de VS, sterke druk uitgeoefend op het groothertogdom om maatregelen tegen zwartspaarders te nemen. In 2013 verklaarde het land zich hiertoe bereid en op 20 maart 2014 werd in de Europese Raad een akkoord bereikt. Op 1 januari 2015 versoepelde Luxemburg het bankgeheim in die zin, dat voortaan gegevens werden verstrekt aan de belastingdiensten in Europa en de VS.